# Risk (Magazin)
Risk ist eine monatlich erscheinende Fachzeitschrift aus der Finanzbranche. Chefredakteur ist Duncan Wood.
Das Magazin stellt neue Entwicklungen in dem Bereich vor und konzentriert sich dabei auf Risikomanagement, Derivate und komplexe Finanzierung. Es beinhaltet Artikel und Dokumente über Kredit- und Marktrisiko, Risikosysteme, Bewertung von Swap-Optionen, Risiko und Preisgestaltung bei Derivaten, Regulierung und Asset Management. Die Artikel enthalten Nachrichten, Feuilletons, Kommentare, Analysen und mathematische Dokumente.
Das Magazin wurde im Jahre 1987 von Peter Field gegründet. Es gehörte zur Risk Waters Group, wurde jedoch von Incisive Media übernommen und heute im Besitz von Infopro Digital. Das Schwester-Magazin Energy Risk, der über Energiehandel und Risikomanagement berichtet, wurde 1994 abgespalten. Eine weitere Schwesterpublikation, Asia Risk, konzentriert sich auf den asiatisch-pazifischen Raum.
Risk bietet auch industriebezogene Veranstaltungen, einschließlich der jährlichen Risk-Awards, an und unterhält ein internationales Konferenz- und Trainingsprogramm.
2003 präsentierte Risk eine Website zum Thema „finanzielles Risikomanagement“, die Nachrichten im Rahmen eines digitalen Abonnements anbietet.